# Гаппоров, Хайрилло Лутпиллаевич
Хайрилло Лутпиллаевич Гаппоров (род. 9 декабря 1971, Наманганский район, Наманганская область, УзССР, СССР) — узбекский политический деятель, преподаватель и химик. Депутат Законодательной палаты Олий Мажлиса Республики Узбекистан. Член комитета Законодательной палаты Олий Мажлис по вопросам экологии и охраны окружающей среды. Член Экологичкской партии Узбекистана.

## Биография
Родился 9 декабря 1971 года в Наманганском районе Наманганской области.
В 1994 году окончил Ташкентский государственный университет, получив высшее образование по сспециальности химик. Кандидат химических наук, доцент. В 1992 году начал работать лаборантом химического факультета Ташкентского государственного университета. С 1994 по 2000 год Хайрилло Лутпиллаевич работал старшим лаборантом, а затем и аспирантом Ташкентского государственного университета. В 2000—2002 год занимался преподавательской деятельностью в экономико-юридическом лицее-интернате. С 2002 по 2015 год Гаппороа Хайрилло работал начальником научного отдела, старшим преподавателем, заведующим магистратурой, доцентом кафедры «Общая химия», позже доцентом, деканом химическо-биологического факультета, дирпектором учебного центра подготовки и переподготовки кадров, проректором по духовно-просветительским вопросам Наманганского государственного университета.
В 2015 году был назначен на должность депутата Законодательной палаты Олий Мажлиса Республики Узбекистан. Члена комитета по вопросам экологии и охраны окружающей среды.